# میکال الویرو آندریولی
میکال الویرو آندریولی (لیتوانیایی: Mykolas Elvyras Andriolis؛ ۲ نوامبر ۱۸۳۶ – ۲۳ اوت ۱۸۹۳) معمار و نقاش اهل امپراتوری روسیه بود. او به خاطر تصویرگری شعر پان تادئوش اثر آدام میتسکیه‌ویچ و نیز ویلاهای منحصربه‌فردش در خارج از ورشو شهرت دارد.

## نگارخانه

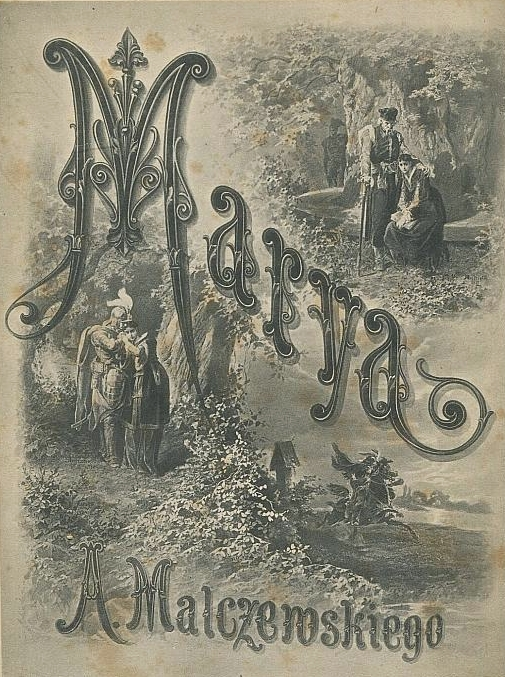
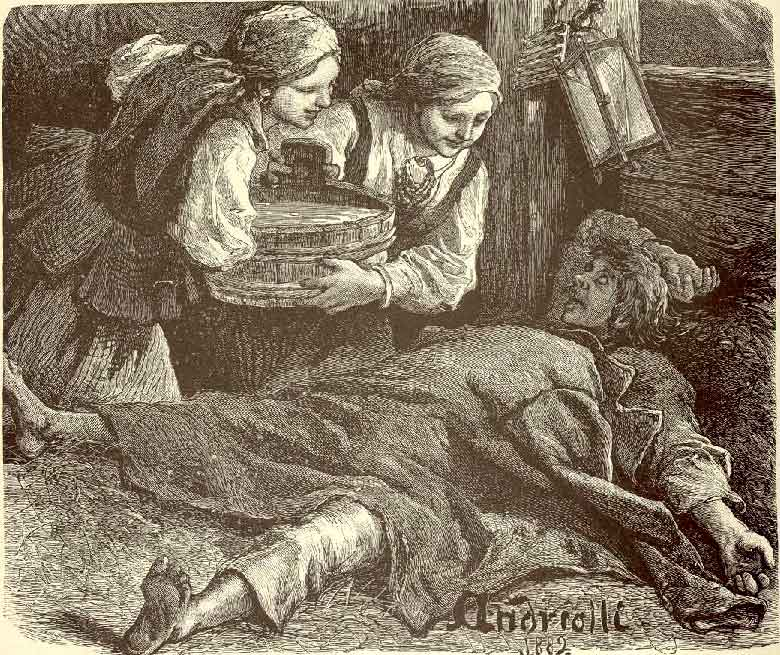
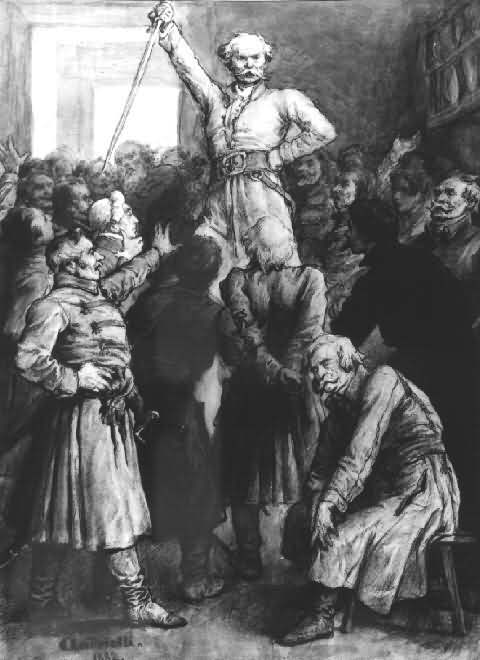
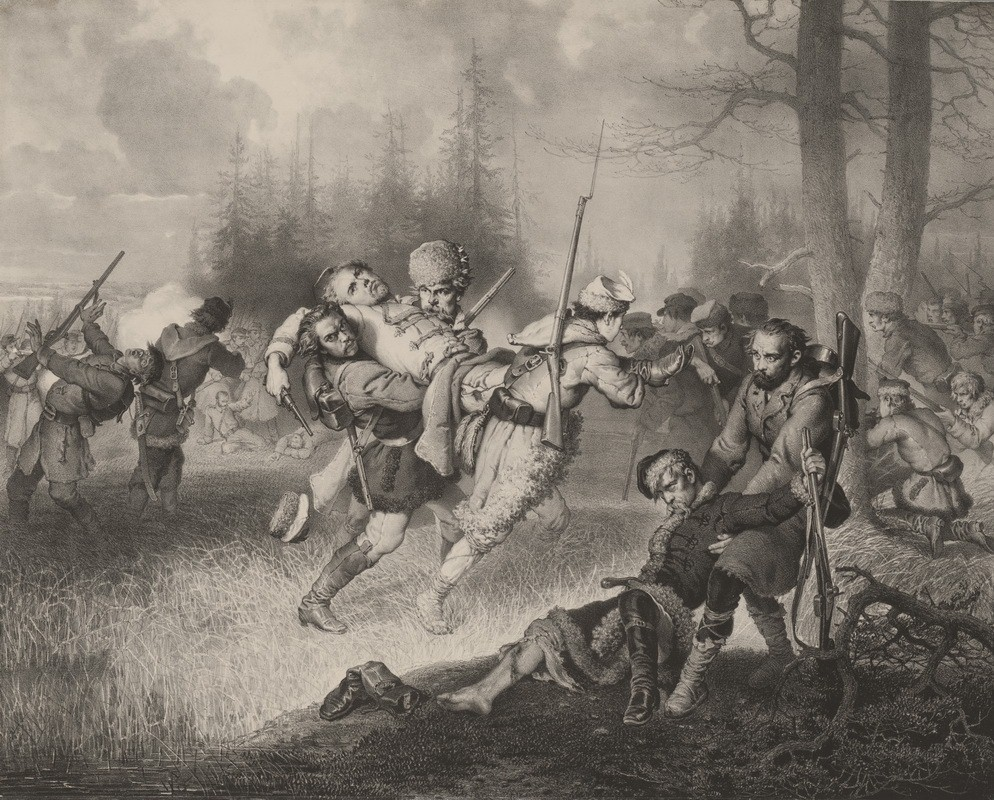